# Landschaftsschutzgebiet Rhienbach
Das Landschaftsschutzgebiet Rhienbach mit etwa 9 ha Flächengröße liegt nördlich von Lieme im Stadtgebiet von Lemgo. Es wurde 2009 mit dem Landschaftsplan Lemgo durch den Kreistag des Kreises Lippe als Landschaftsschutzgebiet (LSG) ausgewiesen. Das Schutzgebiet besteht aus zwei Teilflächen. An die westliche Teilfläche grenzen Häuser von Rhiene direkt an.

## Beschreibung
Das LSG umfasst zwei naturnahe Abschnitte des Rhienbaches im Stadtgebiet Lemgo. Bei der östlichsten Teilfläche handelt es sich um den östlichen von drei Oberläufen des Rhienbaches. Der Bach hat sich stellenweise bis zu 5 m tief eingeschnitten in ein Kerbtal. Diese Kerbtal ist überwiegend mit Fichten bestockt. In der feuchten Aue stehen Erlen. Bei Meier-Jobst stockt ein Laubmischwald aus Pappeln, Eschen und Eichen. In der westlichen Teilfläche vereinigen sich der östliche und der westliche Oberlauf des Baches.

## Schutzzwecke für das LSG
Laut Landschaftsplan erfolgte die Ausweisung des LSG
- „zur Erhaltung und Wiederherstellung der Leistungsfähigkeit des Naturhaushaltes in ökologisch besonders wertvoll strukturierten Bereichen mit Wasser-, Klima- und Biotopschutzfunktionen,“
- „zur Erhaltung und Wiederherstellung von Quellbereichen und naturnahen Fließgewässern, Wald- und Grünlandbereichen unterschiedlicher Feuchtestufen, Feldgehölzen, Hecken und Obstwiesen,“
- „zur Erhaltung morphologisch ausgeprägter Bereiche zur Sicherung der landschaftlichen Eigenart und Vielfalt für die Erholung,“
- „zur Erhaltung wertvoller Biotopkomplexe aus Wald-Grünlandbereichen, Fließgewässern und Quellen sowie Biotopen nach § 62 LG mit wichtigen Refugial-, Puffer-, Trittstein- und Vernetzungsfunktionen,“
- „zur Erhaltung und Wiederherstellung wichtiger Rückzugsräume für die bedrohte Tier- und Pflanzenwelt,“
- „zur Sicherung der das Orts- und Landschaftsbild gliedernden und belebenden und die dörflichen Siedlungsstrukturen prägenden Freiraumelemente.“[1]

## Rechtliche Vorschriften
Im Landschaftsschutzgebiet ist unter anderem das Errichten von Bauten und Fischteichen verboten. Grün- und Brachland darf nicht in eine andere Nutzungsart umgewandelt oder umgebrochen werden.